# کالیگولا… قصه ناگفته
کالیگولا… قصه ناگفته (انگلیسی: Caligula... The Untold Story) یک فیلم بهره‌کشی درام تاریخی است که در سال ۱۹۸۲ میلادی منتشر شد.
این فیلم هم به‌صورت ویدئویی و هم به‌صورت اکران عمومی در سینماهای ایتالیا و سایر کشورهای اروپایی به‌نمایش درآمد و دو نسخهٔ پورنوگرافی هاردکور و ساف‌کور دارد.

## بازیگران
- دیوید براندن
- لورا خمسر
- گابریله تینتی
- میکله سواوی
- فرانکا اسکانیه‌تی